# Deputat (I Rzeczpospolita)
Deputat – w okresie demokracji szlacheckiej obieralny przedstawiciel szlachty i duchowieństwa do władz ustawodawczych i sądowniczych.  
Na początku kariery dyplomatycznej był to przeważnie laik bez wykształcenia prawniczego, obierany przez sejmiki deputackie do Trybunału Koronnego piotrkowskiego i lubelskiego oraz od 1677 do Trybunału Skarbowego w Radomiu. Deputaci spośród samych siebie wybierali marszałka, i podzieleni byli na dwie izby sądzące równocześnie i zajmujące się różnymi sprawami Państwa. Do spraw duchownych powoływanych było 6 deputatów z duchowieństwa, których wybierały kapituły, następnych sześciu deputatów świeckich tworzyło razem z duchowieństwem sąd mieszany, który obierał prezydenta. Kadencja deputatów trwała od jednego do dwóch lat, po upływie trwania kadencji wybór mógł nastąpić ponownie dopiero po kilku latach. 